# Olbus nahuelbuta
Olbus nahuelbuta là một loài nhện trong họ Corinnidae.
Loài này thuộc chi Olbus. Olbus nahuelbuta được miêu tả năm 2001 bởi M. J. Ramírez, Lopardo & Bonaldo.